# Eternal (album de Stratovarius)
Pour les articles homonymes, voir Eternal.
Albums de Stratovarius
Nemesis
(2013) Survive
(2022)
Singles
1. My Eternal Dream
Sortie : 11 septembre 2015

Eternal est le quinzième album du groupe finlandais de power metal Stratovarius, publié le 11 septembre 2015 en Europe, et le 18 septembre 2015 aux États-Unis et au Canada par Ear Music.
Il est sorti en trois formats : Boîtier CD standard, Edition Limitée Deluxe (CD+DVD comprenant des vidéos live du Loud Park Festival 2012 au Japon) et une version deux disques vinyles.

## Liste des chansons
| 1.    | My Eternal Dream     | 6:04  |
| 2.    | Shine In The Dark    | 5:05  |
| 3.    | Rise Above It        | 4:26  |
| 4.    | Lost Without A Trace | 5:27  |
| 5.    | Feeding The Fire     | 4:12  |
| 6.    | In My Line Of Work   | 4:18  |
| 7.    | Man In The Mirror    | 4:43  |
| 8.    | Few Are Those        | 4:11  |
| 9.    | Fire In Your Eyes    | 4:14  |
| 10.   | Lost Saga            | 11:39 |
| 54:23 |                      |       |

## Personnel
- Timo Kotipelto – chant
- Matias Kupiainen – guitare, production
- Jens Johansson – clavier
- Rolf Pilve – Batterie
- Lauri Porra – Guitare basse